# Vogar (gmina)
Vogar (pełna nazwa Sveitarfélagið Vogar; do 2006 roku nosiła nazwę Vatnsleysustrandarhreppur) – gmina w południowo-zachodniej Islandii, na półwyspie Reykjanes, w jego północno-środkowej części, na południowym wybrzeżu zatoki Faxaflói. Wchodzi w skład regionu Suðurnes. 

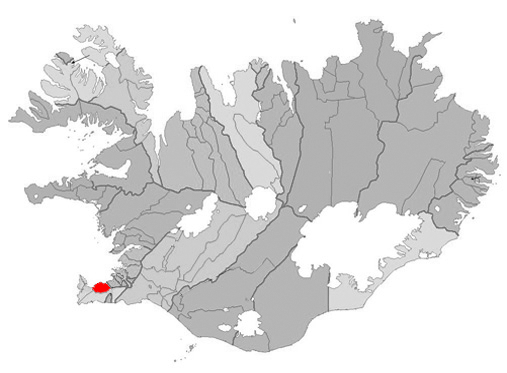
Położenie gminy Vogar na mapie administracyjnej kraju

Gminę Vogar zamieszkuje 1268 osób (2018), z czego większość w miejscowości Vogar (1183 mieszk. 2018). Rozproszone osadnictwo ciągnie się na wschód od miejscowości Vogar wzdłuż wybrzeża zwanego Vatnsleysuströnd. Przez gminę przebiega droga nr 41, która łączy położone na zachód miejscowości Keflavík i Njarðvík oraz port lotniczy Keflavík z położonym około 20 km miastem Hafnarfjörður, wchodzącym w skład regionu stołecznego. Południowa część gminy pokryta jest rozległymi pokrywami lawowymi, nad którymi góruje stożek wulkanu Keilir (379 m n.p.m.) - jedna z ważniejszych atrakcji turystycznych regionu. Na terenie gminy znajduje się kościół Kálfatjarnarkirkja, jeden z większych wiejskich drewnianych kościołów na Islandii.